# Kounkané
Kounkané ist eine Stadt im Département Vélingara der Region Kolda, gelegen im Süden des Senegal.

## Geographische Lage
Kounkané liegt im Westen des Départements Vélingara, im Osten der Casamance und am Südrand des Vélingara-Kraters. Westlich der Stadt fließt der Niandouba auf seinem Weg aus dem Krater nach Süden dem Kayanga zu. Der Niandouba trennt die Städte Kounkané und Diaobé-Kabendou voneinander, sie sind aber über eine rund 220 Meter lange kombinierte Damm-Brücken-Konstruktion miteinander verbunden.
Kounkané liegt 413 Kilometer südöstlich von Dakar, 93 Kilometer östlich der Regionalpräfektur Kolda und 24 Kilometer südlich von Vélingara.

## Geschichte
Das Dorf Kounkané erlangte 2008 den Status einer Commune (Stadt). Das Stadtgebiet erstreckt sich, von der Kreuzung der Straße zur Sous-Préfecture mit der N6 aus gemessen, eine bestimmte Anzahl von Kilometern in alle vier Himmelsrichtungen. Daraus ergab sich eine Stadtfläche von rechnerisch 32,0 km². Die Grenzen schließen die zehn Dörfer Saré Bourang, Saré Samba Laba, Thianfara Maoundé, Sara Sory, Médina Oumar, Ndorna Bounda, Missirah Mamadou, Médina Pathé, Saré Kalilou und Koulandiala mit ein und reichen im Westen bis zum Fluss Niandouba.

## Bevölkerung
Die letzten Volkszählungen ergaben jeweils folgende Einwohnerzahlen:
| Jahr | Einwohner |
| ---- | --------- |
| 1988 | …         |
| 2002 | …         |
| 2013 | 10.798    |

## Verkehr
Kounkané ist eine Etappe auf der Nationalstraße N 6, die, von der Großstadt und Hafenstadt Ziguinchor ausgehend, den Süden und Osten der Casamance über Tambacounda mit dem Rest des Landes verbindet.